# Paradisea liliastrum
Paradisea liliastrum (L.) Bertol., 1840 è una pianta erbacea perenne della famiglia Asparagaceae (sottofamiglia Agavoideae). La specie è anche conosciuta come Giglio di monte o Paradisia.

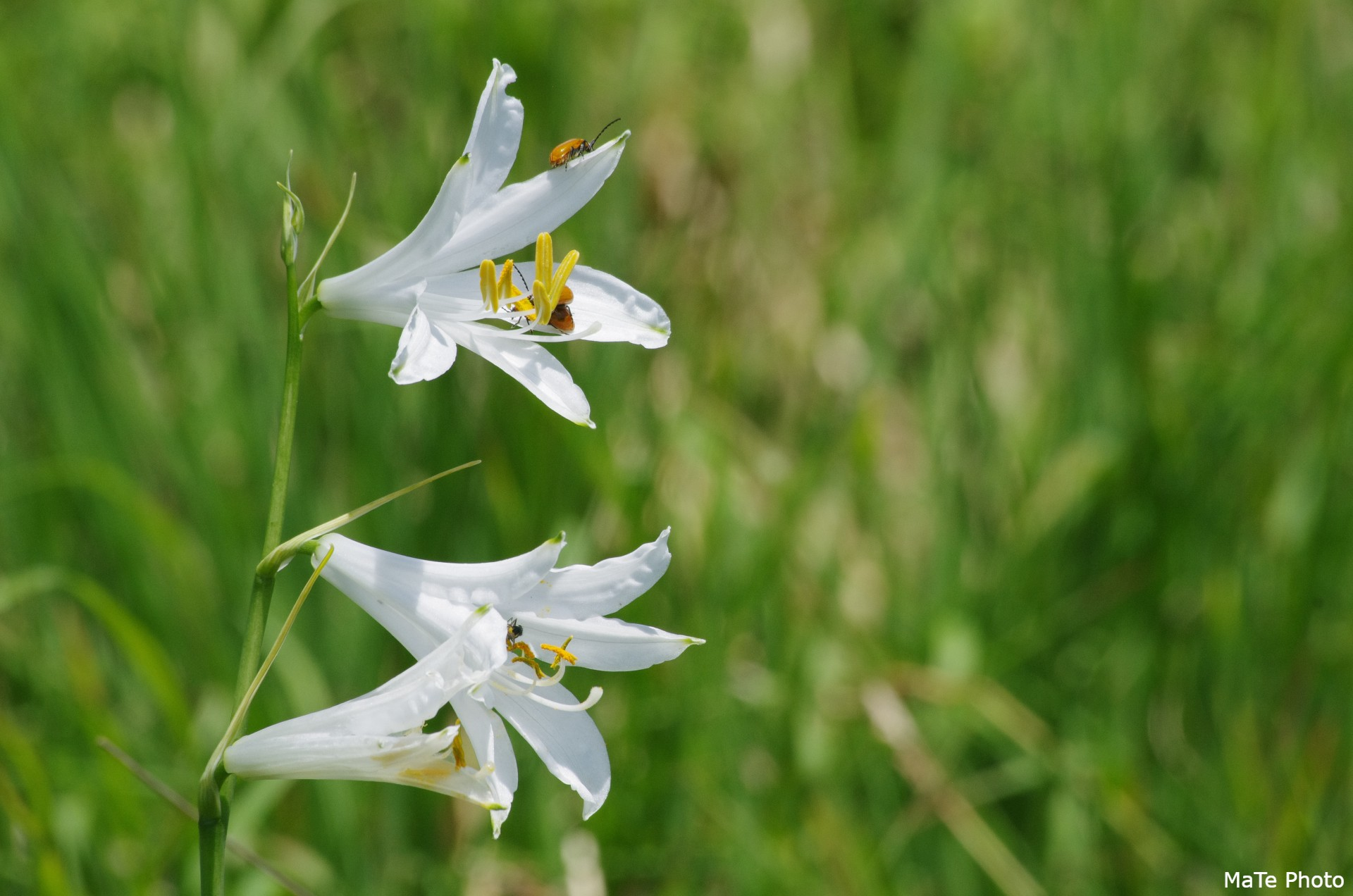

## Distribuzione e habitat
Diffusa sui Pirenei, Alpi e Appennini, in Italia cresce lungo tutto l'arco alpino e nelle regioni Settentrionali, fino alla Toscana. La Paradisia predilige le praterie montane soleggiate, leggermente calcaree, e si trova dai 300 fino a oltre 2000 m s.l.m. il tipo corologico della specie è Orofita Sud-Europeo. 

## Descrizione

### Fusto e foglie
I fusti cilindrici eretti raccolgono da 6 a 8 foglie tutte basali, lineari, glauche e scanalate. 

### Fiori
La vistosa infiorescenza è costituita da un racemo unilaterale con grandi fiori bianchi, retti da brevi peduncoli. I 6 petali dei fiori sono gamopetali, ovvero saldati alla base, per formare un tubulo, poi liberi all'estremità. 
I numerosi semi neri sono raccolti in una capsula trigona ovoide, divisa in tre logge. 
Il Giardino alpino Paradisia in Valle d'Aosta prende il nome da questa specie.